# محمدتقی رهبر
محمدتقی رهبر (زاده ۱۳۱۴ زرین شهر)، نماینده مردم شهرستان های اصفهان و ورزنه در مجلس هفتم و هشتم و عضو کمیسیون فرهنگی مجلس دوره هفتم و کمیسیون قضایی و حقوقی مجلس شورای اسلامی دوره هشتم، امام جمعه موقت اصفهان و مشاور فرهنگی مجلس شورای اسلامی بوده‌است. رهبر از سال ۱۳۹۵ به عضویت جامعه روحانیت مبارز درآمد.

## زندگی‌نامه
محمد تقی رهبر در تاریخ ۱۷ آذر ماه ۱۳۱۴ شمسی در زرین شهر لنجان –از شهرستان‌های تابعه اصفهان متولد گردید.
پس از طی دوره‌های تحصیلی موجود در منطقه به حوزه علمیه محمودیه زرین شهر به تأسیس  محمود شریعت ریزی (حوزه امام خمینی کنونی) راه یافت و به فراگیری علوم حوزوی صرف ونحو منطق و اصول فقه پرداخت. وی پس ازاخذ گواهینامه درسی دانشگاهی تهران وارد حوزه علمیه قم شد و از مباحث درس اشخاصی همچون سید حسین طباطبایی بروجردی، سید محمد رضاگلپایگانی، سید روح‌الله خمینی، علی مشکینی، ناصرمکارم شیرازی و سید محمد حسین طباطبایی استفاده کرد و به درس خارج فقه واصول پرداخت؛ و در این حوزه به اخذ مدرک سطح ۳ از مدیریت حوزه علمیه قم نائل آمد.

## مبارزات پیش از انقلاب اسلامی
با شروع نهضت اسلامی در ایران به رهبری آیت الله خمینی در روند نهضت انقلاب اسلامی تلاش کرد. توسط ساواک وسازمان‌های امنیتی رژیم پیشین تعقیب شد که پرونده آن، در مرکز اسنادانقلاب موجود است. محرومیت از منبر، دستگیری و زندان بخشی از رفتار رژیم پیشین با وی بود. 
با تبعید سید روح‌الله خمینی به ترکیه و سپس نجف، به اصفهان آمد و در صف انقلابیون این استان به انقلاب اسلامی کمک رساند.

## پس از انقلاب اسلامی
در این دوران وی در کمیته و دادگاه‌های اولیه انقلاب مشغول شد.
در سال ۱۳۶۱ به دعوت جامعه الصادق تهران راهی تهران شد و در طول سال‌های اقامت در تهران در وزارت ارشاد واسلامی و سازمان تبلیغات اسلامی و حج وزیارت در دانشگاه امام صادق و سازمان سمت به تحقیق و تدریس و مطالعه پرداخت. وی بیش از سی جلد کتاب نوشته‌است که برخی از آن‌ها در دانشگاه‌ها تدریس می‌شود.
وی در دوره هفتم و هشتم مجلس شورای اسلامی نماینده مردم اصفهان بوده‌است. وی در عرصه‌های فرهنگی، سیاسی، مبارزه با فساد و جرایم انحرافی فعال بوده‌است.